# Водород-6
Водород-6, или гексий (др.-греч. ἕκτος «шестой») — нестабильный нуклид химического элемента водорода с массовым числом 6. Изотоп не встречается в природе.

## Радиоактивный распад
Период полураспада гексия чрезвычайно короткий, всего 290 ис (или 2,9 × 10-22 с). Через трёхнейтронный распад гексий распадается до трития и трех нейтронов:
{\displaystyle \mathrm {^{6}_{1}H\ \longrightarrow \ _{1}^{3}H\ +\ 3\ ^{1}n} }
Тритий тоже радиоактивен, и впоследствии его бета-минус-распада образуется стабильный гелий-3:
{\displaystyle \mathrm {^{3}_{1}H\ \longrightarrow \ _{2}^{3}He\ +\ e^{-}\ +\ {\bar {\nu }}_{e}} }
Также возможен однонейтронный распад. Продуктом ядерной реакции является не менее радиоактивный водород-5:
{\displaystyle \mathrm {^{6}_{1}H\ \longrightarrow \ _{1}^{5}H\ +\ ^{1}n} }